# Baherove
Baherove (în ucraineană Багерове) este o așezare de tip urban din raionul Lenine, Republica Autonomă Crimeea, Ucraina. În afara localității principale, mai cuprinde și satele Ivanivka și Mîhailivka.

## Demografie
Componența lingvistică a așezării de tip urban Baherove
     Rusă (79,52%)
     Ucraineană (9,26%)
     Tătară crimeeană (8,91%)
     Belarusă (1,01%)
     Alte limbi (0,24%)
Conform recensământului din 2001, majoritatea populației așezării de tip urban Baherove era vorbitoare de rusă (79,52%), existând în minoritate și vorbitori de ucraineană (9,26%), tătară crimeeană (8,91%) și belarusă (1,01%).